# Raymond Essogo
 (décembre 2021).
Raymond Essogo est un haut fonctionnaire de la police au Cameroun. 
Il est accusé d'être l'architecte de la répression politique au Cameroun contre les opposants politiques et il a fait l'objet d'une plainte du MRC.

## Biographie
Raymond Essogo est originaire du Sud-Cameroun. 
Il est délégué régional de la sûreté nationale du Littoral à Douala,. Il est affecté à Douala en mai 2011. Il représente Martin Mbarga Nguélé dans la région du littoral.
Admis à la retraite, il obtient une prorogation d'activité en mai 2021.
En octobre 2021, il émet un circulaire alertant contre les risques de « menaces d’attaques sur plusieurs agglomérations urbaines, dont Douala, par des mouvements séparatistes irrédentistes ».
La presse le mentionne à plusieurs reprises parmi les tortionnaires d'opposants politiques.
Le MRC porte plainte contre Raymond Essogo et le colonel François Abina Ahanda pour brutalité et tortures lors des manifestations post Élection présidentielle camerounaise de 2018.
Sortant de 72 heures de séquestration à Douala où il est allé rendre visite à des militants de son parti en prison, Maurice Kamto le cite dans une adresse le 3 décembre 2021 à la presse comme étant un fonctionnaire zélé et qui s'acharne sur sa personne depuis des années. Disant :  

« ceux qui m'ont traqué hier à Douala, je pense à un certain monsieur Essogo, qui m'a insulté en 2019, le même qui m'a insulté m'a arreté, m'a menotté ; ils m'ont entravé les mains, ... ce sont des matamores »